# Liste der marokkanischen Botschafter im Vereinigten Königreich
Liste der Botschafter Marokkos im Vereinigten Königreich. (bis 1703 im Königreich England)

## Missionschefs

### Gesandte in England
| Ernannt/akkreditiert        | Name                                                                              | Titel       | entsandt von                                | entsandt zu  | Bemerkungen                                        |
| --------------------------- | --------------------------------------------------------------------------------- | ----------- | ------------------------------------------- | ------------ | -------------------------------------------------- |
| 1589                        | Rais Merzouk Ahmed Benkacem (Marzuq)                                              | Botschafter | Ahmad al-Mansur                             | Elisabeth I. |                                                    |
| 1595                        | Caid Ahmed Ben Adel                                                               | Botschafter | Ahmad al-Mansur                             | Elisabeth I. |                                                    |
| 1600                        | Abd el-Ouahed ben Messaoud (Abdul Wahid el-Anoun; Abdelwahed BenMassaud ’Announe) | Botschafter | Ahmad al-Mansur                             | Elisabeth I. |                                                    |
| 1627                        | Mohammed Bensaid (Lopez de Zapar)                                                 | Gesandter   | Al Ayashi, Gouverneur der Republik von Salé | Karl I.      | Mahamet Bemay aus Hornachos in der Provinz Badajoz |
| 1627                        | Ahmed Narvaez                                                                     | Gesandter   | Al Ayashi, Gouverneur der Republik von Salé | Karl I.      |                                                    |
| 1628                        | Pash Ahmed Benabdellah                                                            | Gesandter   | Prince Abdelmalek                           | Karl I.      |                                                    |
| 1629                        | Mohammed Clafishou                                                                | Gesandter   | Al Ayashi, Gouverneur der Republik von Salé | Karl I.      |                                                    |
| 1632                        | Jaudar ben ‘Abdullah                                                              | Botschafter |                                             | Karl I.      | Amtssitz Wood Street London                        |
| 1637                        | General Jaudar Ben Abdellah                                                       | Botschafter | Sultan Mohammed Sheikh Al Asghar            | Karl I.      |                                                    |
| 1638                        | Caid Mohammed Benaskar                                                            | Botschafter | Sultan Mohammed Sheikh Al Asghar            | Karl I.      |                                                    |
| 1639                        | Robert Blake                                                                      | Gesandter   | Sultan Mohammed Sheikh Al Asghar            | Karl I.      |                                                    |
| 1657                        | Abdelkarim Annaksis                                                               | Gesandter   | Marabout Ahmed El Haj Dilai                 | Karl II.     |                                                    |
| 1681                        | Mohammed Ben Haddu Attar                                                          | Botschafter | Mulai Ismail                                | Karl II.     | (* 1558)                                           |
| 1685                        | Admiral Abdellah Ben Aicha                                                        | Botschafter | Mulai Ismail                                | Jakob II.    |                                                    |
| 1691                        | Haïm Toladano                                                                     | Botschafter | Mulai Ismail                                | Wilhelm III. |                                                    |
| 1691                        | Haïm Toladano                                                                     | Botschafter | Mulai Ismail                                | Maria II.    |                                                    |
| 1700                        | Mohammed Cardenas                                                                 | Gesandter   | Mulai Ismail                                | Wilhelm III. |                                                    |
| 1700                        | Haj Ali Saban                                                                     | Gesandter   | Mulai Ismail                                | Wilhelm III. |                                                    |
| Anfang des 18. Jahrhunderts | Joseph Diaz                                                                       | Botschafter | Mulai Ismail                                | Anne         |                                                    |

### Gesandte und Botschafter im Vereinigten Königreich
| Ernannt/akkreditiert | Name                                                  | Titel         | entsandt von              | entsandt zu   | Bemerkungen               |
| -------------------- | ----------------------------------------------------- | ------------- | ------------------------- | ------------- | ------------------------- |
| 1706                 | Ahmed ben Ahmed Cardenas                              | Botschafter   | Mulai Ismail              | Anne          | Hamet Ben Hamet Cardenas  |
| 1710                 | Bentura de Zari                                       | Gesandter     | Mulai Ismail              | Anne          |                           |
| 1723                 | Abdelkader Perez                                      | Botschafter   | Mulai Ismail              | Georg I.      |                           |
| 1725                 | Mohammed ben Ali Abghali                              | Botschafter   | Mulai Ismail              | Georg I.      |                           |
| 1737                 | Abdelkader Perez                                      | Botschafter   | Sultan Mohammed II        | Georg I.      |                           |
| 1762                 | Abdelkader Adiel                                      | Botschafter   | Sultan Mohammed II        | Georg III.    |                           |
| 1766                 | Admiral El Arbi Ben Abdellah Ben Abi Yahia Al Mestiri | Botschafter   | Sultan Mohammed II        | Georg III.    |                           |
| 1772                 | Jacob Benider                                         | Botschafter   | Sultan Mohammed II        | Georg III.    |                           |
| 1773                 | Sidi Taher Ben Abdelhaq Fennish                       | Botschafter   | Sultan Mohammed II        | Georg III.    |                           |
| 1781                 | Mas’ud de la Mar                                      | Gesandter     | Sultan Mohammed II        | Georg III.    |                           |
| 1813                 | Machim Masahod Cohen                                  | Botschafter   | Mulai Sulaiman            | Georg III.    | [ 3 ]                     |
| 1827                 | Meir Ben Maqnin (Meir Cohan ben Maqnin, Macnin)       | Botschafter   | Sultan Moulay Abderrahman | Georg IV.     | [ 4 ]                     |
| 1860                 | Al Amine Said Mohammed As (Shami)                     | Botschafter   | Sultan Mohammed IV        | Victoria      |                           |
| 1876                 | Haj Mohammed Zebdi                                    | Botschafter   | Sultan Moulay Hassan I    | Victoria      |                           |
| 1880                 | Mohammed Ben Abdellah Ben Abdelkrim Assafar           | Botschafter   | Sultan Moulay Hassan I    | Victoria      |                           |
| 1897                 | HRH Prince Moulay Mohammed                            | Botschafter   | Abd al-Aziz               | Victoria      |                           |
| 1901                 | Al Mahdi Al Mnebhi                                    | Botschafter   | Abd al-Aziz               | Eduard VII.   | El Mehdi El Menebhi       |
| 1902                 | Pasha Abderrahmane Ben Abdessadek Errifi              | Botschafter   | Abd al-Aziz               | Eduard VII.   |                           |
| 1909                 | Tahar Ben Al-Amine                                    | Botschafter   | Mulai Abd al-Hafiz        | Eduard VII.   |                           |
| 1957                 | Muley el Hassán ben el Mehdi                          | Botschafter   | Mohammed V.               | Elisabeth II. | (* 1. August 1912 in Fez) |
| 1965                 | Lalla Aicha                                           | Botschafterin | Hassan II.                | Elisabeth II. |                           |
| 1969                 | Mohammed Laghzaoui                                    | Botschafter   | Hassan II.                | Elisabeth II. |                           |
| 1971                 | Thami Ouazzani                                        | Botschafter   | Hassan II.                | Elisabeth II. |                           |
| 1973                 | Abdallah Chorfi                                       | Botschafter   | Hassan II.                | Elisabeth II. |                           |
| 1976                 | Badreddine Senoussi                                   | Botschafter   | Hassan II.                | Elisabeth II. |                           |
| 1980                 | Abdellatif Filali                                     | Botschafter   | Hassan II.                | Elisabeth II. |                           |
| 1981                 | Mehdi Ben Abdeljalil                                  | Botschafter   | Hassan II.                | Elisabeth II. |                           |
| 1987                 | Abdeslam Zenined                                      | Botschafter   | Hassan II.                | Elisabeth II. |                           |
| 1991                 | Khalid Haddaoui                                       | Botschafter   | Hassan II.                | Elisabeth II. |                           |
| 1999                 | Mohammed Belmahi                                      | Botschafter   | Mohammed VI.              | Elisabeth II. |                           |
| 21. Januar 2009      | Lalla Joumala Alaoui                                  | Botschafterin | Mohammed VI.              | Elisabeth II. |                           |
| Oktober 2016         | Abdesselam Aboudrar                                   | Botschafter   | Mohammed VI.              | Elisabeth II. |                           |